# Anonim Alkoholisták

Anonim Alkoholisták logo

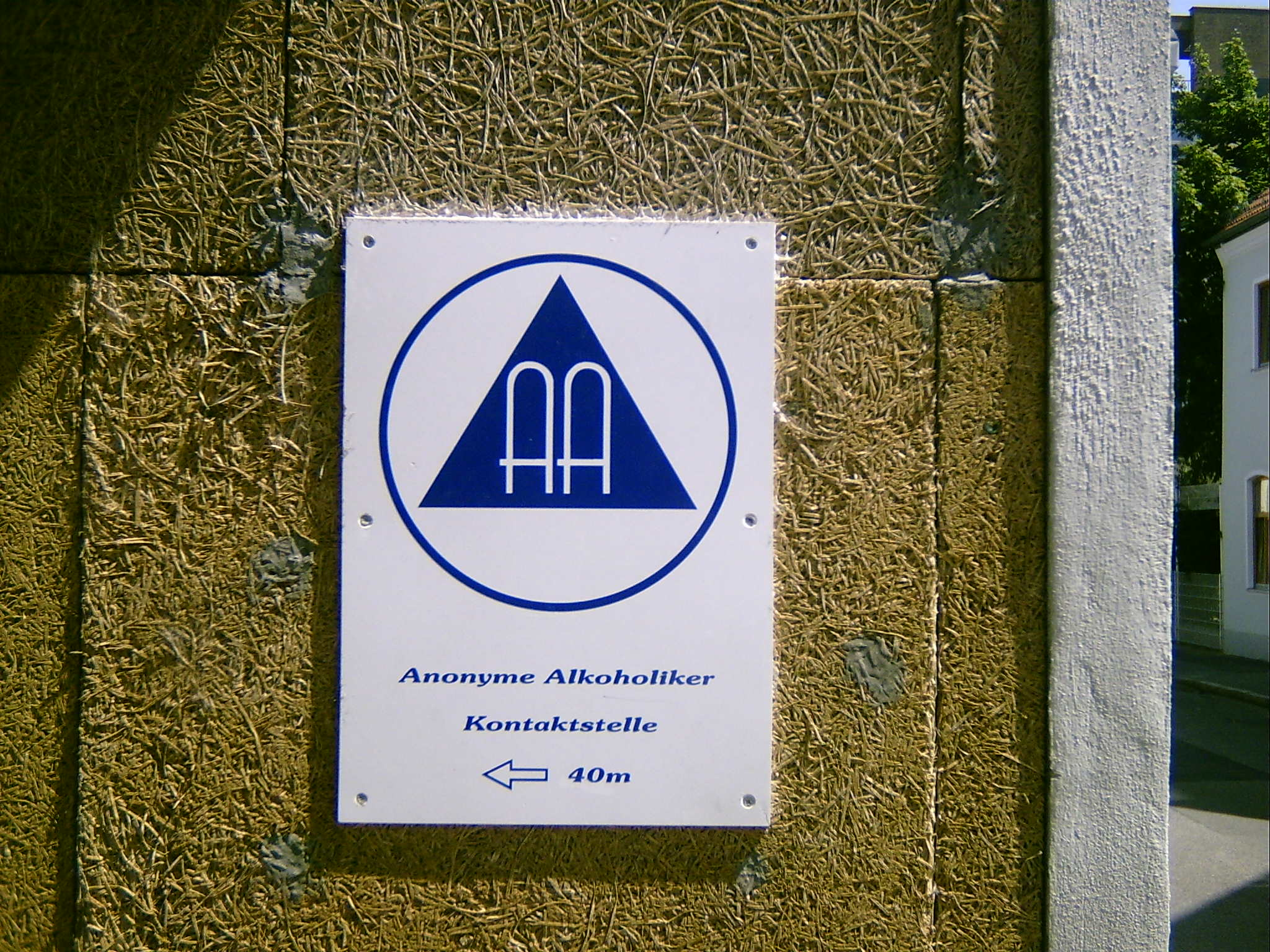
AA találkozót jelző tábla

Az Anonim Alkoholisták (angolul: Alcoholics Anonymous, rövidítve: A.A.) az Amerikai Egyesült Államokban alapított, világszerte elterjedt szervezete azoknak a férfiaknak és nőknek, akiknek közös vágyuk, hogy felhagyjanak az alkohol fogyasztásával.
Az A.A. azt javasolja tagjainak, hogy teljesen tartózkodjanak az alkoholtól, rendszeresen járjanak találkozókra (hetente ismétlődő csoportgyűlés), kövessék a felépülési programot, hogy segíthessenek egymásnak közös céljuk elérésében, segíteni a tagokat „józannak maradni és más alkoholistákat segíteni a józanság elérésében”.
Az A.A.-ban alkották meg azt a 12 lépéses programot, amit több hasonló szemléletű felépülési csoport is használ. Ilyen pl. az Al-Anon csoport, ami az alkoholisták családtagjait és barátait segíti, a Narcotic-Anonymous (magyarul Névtelen Anyagosok) azoknak az anyaghasználóknak a csoportja, akik önmagukat nem tekintik alkoholistáknak. Bár a lemorzsolódás aránya magas, az AA mégis hatékony gyógymódnak tekinthető az alkoholizmusra.

## Története
1934-re az alkoholista Bill Wilson ígéretes Wall Street-i karrierje romba dőlt az állandó részegeskedése miatt. Számára spirituális gyógymódot javasolt egy régi ivócimborája Ebby Thacher, aki időközben tagja lett egy „első századi keresztény közösségnek” az Oxford Csoportnak. Wilsont az a dr. William Silkworth kezelte a Charles B. Towns kórházban, aki az alkoholizmus betegség felfogását hirdette. Wilson az utolsó kórházi kezelése alatt átélt egy általa spirituálisnak tartott élményt, ami meggyőzte őt egy gyógyító felsőbbrendű erő létezéséről, ami segítheti őt az ivás abbahagyásában.
Egy 1935-ös üzleti útján az Ohio állambeli Akronban, Wilson újból erős késztetést érzett arra, hogy igyon, de a józansága megőrzése érdekében inkább keresett egy ottani alkoholistát, hogy segítsen neki. Wilsont bemutatták dr. Bob Smith-nek. Wilson és Smith együtt alapította meg az A.A.-t, az alkoholistákat az élő szó erejével segítő programot. Smith utolsó ivásának a napját (1935. június 10.) tekintik az A.A. tagjai a szervezet alapítási időpontjának. 1937-re Wilson és Smith megállapíthatta, hogy mintegy 40 alkoholistának segített józannak maradni. Ez a szám két évvel később már 100-ra nőtt, ekkor írta meg a program terjesztésére Wilson a Névtelen Alkoholisták c. könyvet, amiről később a szervezet elnevezte magát. A könyv, amit a tagok maguk között gyakran Nagykönyvnek, vagy színe után Kék Könyvnek neveznek, leírja a 12 lépéses felépülési programot, ami több más mellett magába foglalja az alkohol feletti tehetetlenség bevallását, erkölcsi számvetés készítését, segítség kérését egy felsőbbrendű erőtől. 1941-től mind a könyveladások, mind pedig a tagság gyors növekedésnek indult a rádióinterjúk és az országos terjesztésű magazinokban megjelent jóindulatú újságcikkek hatására, különösen nagy hatásúnak bizonyult Jack Alexandernek a Saturday Evening Postban megjelenő cikke.
1946-ra a tagság növekedésével, a csoportokon belül növekvő bizonytalanság és zavar keletkezett a szokásokkal, a pénzügyekkel, a külvilággal való kapcsolattartással kapcsolatban, Wilson ennek hatására írta le az önkéntes csoport menedzselésének vezérelveit tartalmazó gondolatait, ami később a Tizenkét Hagyomány néven lett ismertté. Az A.A. nagykorúvá válását az 1955-ös St. Louis-i küldöttgyűléstől számítják, ahol Wilson átadta az A.A. vezetését az Általános Szolgálati Tanácsnak. Ebben az időszakban kezdődött az A.A. nemzetközi térnyerése is, 2001-ben az A.A. becsült tagsága világszerte mintegy 2 millió fő volt.

## Szervezete

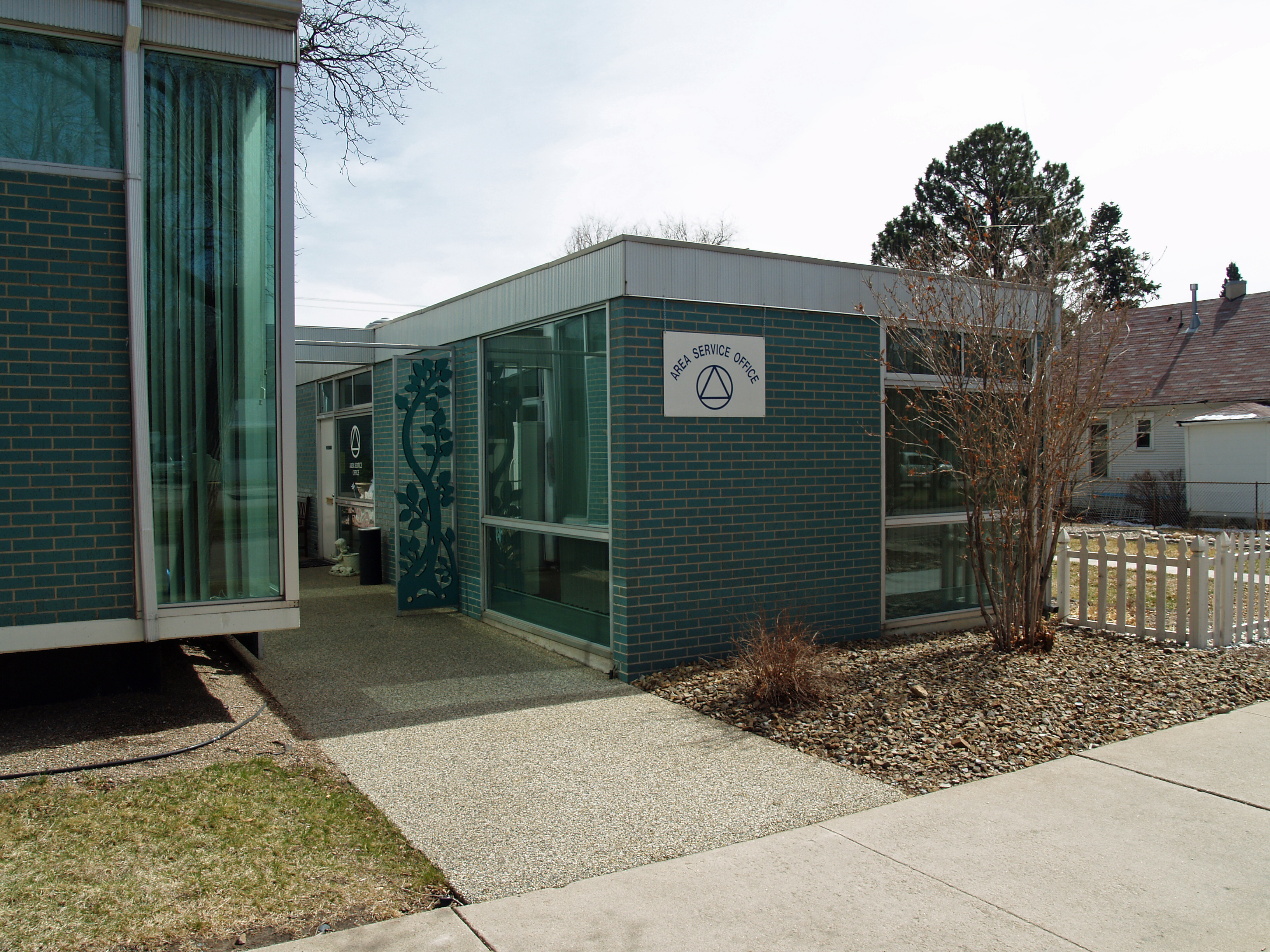
Az Anonim Alkoholisták egyik regionális szolgálati központja.

2006-ban 1876212 tag és 106202 csoport létezését jelezték világszerte. A Tizenkét Hagyomány nem kötelező módon leírja az A.A. csoportok működését, a Világszolgálat Tizenkét Elve pedig megmutatja, hogy az A.A. hogyan épüljön fel világszerte. A tag aki elvállal egy szolgálati pozíciót, vagy szerepet vállal a szervezetben az „megbízott szolgáló” határozott időre, egymást váltva, általában 3-24 hónap közötti megbízással, a csoport által szavazással meghatározott módon. Valamennyi csoport önkormányzati egység, az A.A. Világszolgálatnak csupán tanácsadó szerepe van. Az A.A.-ban a hivatalt betöltők alkoholisták, kivéve azt a hét főt a 21 főből álló legfelső vezetői csoportból, a Megbízottak Tanácsából, akiket a közösség nem alkoholista barátainak is neveznek.
Az A.A. csoportok önfenntartóak, nem jótékonykodnak, nem kell illetéket vagy díjat fizetni a tagságnak. A csoportok a tagság adományaiból fedezik kiadásaikat, ez 1$ az USA-ban meetingenként, Magyarországon ez 100 Ft általában. A beadott adományokból fedezi a csoport a kiadásait, mint pl. a terembérletet, a frissítőket és az irodalmat. Senkit sem utasítottak még ki szegénysége miatt.
A csoportszint felett, az A.A. alkalmazhat külső szakértőket az olyan helyekre, amelyek különleges képzettséget, vagy teljes munkaidejű rendelkezésre állást igényelnek. Így pl. az Általános Szolgálati Iroda, a GSO 2007-ben mintegy 40 dolgozót foglalkoztatott így.
Az A.A. kapja az irodalom értékesítéséből befolyó összeget, ez adja az Általános Szolgálati Iroda a GSO bevételének mintegy felét. A GSO a csoportokkal ellentétben nem önfenntartó, fenntart és működtet egy alacsony bérű csapatot. Ezenkívül működteti a szolgálati központokat, amelyek különböző tevékenységeket végeznek, pl: a könyvek előállítását, válaszolnak a külső megkeresésekre, konferenciákat szerveznek. A szolgálati központokat helyi tagok alapították, és felelősek annak az A.A. csoportnak, amelyet képviselnek.

## A program
Az A.A. program jóval több a részegeskedő viselkedés megváltoztatásánál. Az A.A. program bátorítja az alkoholistát az erkölcsi megújulásra, az énközpontúság feladására, biztatva, hogy a személyiség változása a megfelelő alap az alkoholizmusból való felépüléshez. „Miközben az alkoholista tartózkodik az ital fogyasztásától, egyszerre csak egy napot, a személyiség változása hisszük, hogy bekövetkezik, annak a spirituális ébredésnek köszönhetően, ami a Tizenkét Lépés követésének az eredménye, annak, hogy az alkoholista munkájával segíti az A.A. működését, rendszeresen jár a meetingekre, kapcsolatban áll az A.A. tagokkal.” A tagokat bátorítják arra, hogy egy náluk tapasztaltabb A.A.-s társat kérjenek fel, hogy a program megértésében és követésében segítse őket. Az így felkért személyt szponzornak nevezik. Egyes tagok azt javasolják, hogy a szponzor legalább egy éve már sikeresen józanodjon, azonos nemű legyen a szponzorálandóval és ne akarja személyes véleményét ráerőszakolni a szponzoráltjára. A segítői kapcsolat törvényszerűségéből következően az A.A.-s szponzorok legalább annyit, – ha nem többet nyernek ebből a kapcsolatból, mint az általuk segített személyek. A segítő tevékenység statisztikailag együtt jár a fokozott absztinenciával és a hirtelen ivási vágy megjelenésének csökkenő valószínűségével. Az A.A. program nem azonos az A.A. közösségéhez való tartozással. A közösséghez való tartozás magába foglalja a meetingeket és a többi A.A. taggal való barátságot, miközben a program azokról a tettekről szól, amelyek az Anonim Alkoholisták könyvében, az első 164 oldalban vannak körvonalazva.

## Csoportgyűlések
Bárki, – akár nem-alkoholista is –, részt vehet a „nyitott” gyűléseken, míg a „zárt” gyűléseken csak azok vehetnek részt, akiknek problémája van az alkohollal. Vannak csoportok férfiaknak és vannak nőknek, különböző kisebbségi csoportoknak. Magyarországon csupán az angol nyelvű csoport tekinthető ilyen kisebbségben levő csoportnak. A legtöbb A.A. gyűlés közösségi tevékenységgel kezdődik. Az egyes meeting-típusok formája különbözik egymástól: pl. a kezdők gyűlésén lehet egy beszélgetés egy hosszú ideje józanodó taggal az ivós korszakáról, arról, hogy hogyan került az A.A.-ba és mit tanult meg ott a józanságról. Ezt azután követheti egy csoportos megbeszélés, aminek a témája lehet az A.A: program, vagy az alkoholizmus.
Egy tipikus gyűlés elején az elnöklő személy a csoportot felkéri egy rövid ima közös elmondására, vagy meditálást javasol, esetleg egy kis idejű elcsendesedést kér a csoporttól. Magyarországon általában az Anonim Alkoholisták meghatározását olvassák fel. Szinte mindig felolvassák az Anonim Alkoholisták c. könyv ötödik fejezetének a „Hogyan működik?” résznek az elejét. Az elnök felolvassa a meetingen elvárt viselkedési szabályokat. Sok csoportban üdvözlik az először A.A.-ba jövőket, a vendégeket. 
A nevezetes napjukat (1, 2, 3, 6, 9 hónapos, nevezetes napszám, pl. 100 vagy 444, illetve józansági évfordulójukat) ünneplőket a csoport hangos tapssal köszönti. Józansági születésnap esetén a meeting típusa gyakran ún. speaker gyűlés lesz, amikor az ünnepelt az életéről, a józanodása előtti és józanodása utáni személyes tapasztalatairól beszél. Más esetben a meeting a téma bevezetésével folytatódik, amit az elnök, a speaker ill. a csoport határoz meg. A meeting témája mindig az alkoholizmushoz, ill. a felépüléshez kapcsolódik. A téma bevezetője lehet az elnök, vagy egy előzőleg felkért személy. A bevezetőben gyakran felolvasnak az A.A.-s irodalomból, majd pár gondolatébresztő mondat következik a témával kapcsolatban. A témához bárki hozzászólhat, beszélhet saját érzéseiről, elvégzendő feladatairól. A „ne legyen egymás véleményének kritizálása” ajánlás, ami szerint nem elfogadott egy másik tag véleményére való reagálás, az A.A. meetingek védjegye. A legtöbb meetingen – azért, hogy erősítsék az alkoholista identitást –, a tagok a „milyenek voltunk, mi történt velünk és milyenek vagyunk ma” vezérfonalra fűzik fel az alkoholizáló és felépülési életszakaszaikat taglaló hozzászólásukat. Ez a forma is biztosítja, hogy a csoportok ne tévesszék szem elől elsődleges céljukat. 
A hozzászólások ideje alatt indítják útjára az adománygyűjtő kosárkát. Nem kötelező az adakozás. A legtöbben a már említett 100 forintnyi összeget adják be, illetve "egy ital árát". A nagy összegű adományokat az A.A. határozottan ellenzi. A téma megbeszélése után, a meeting egy imával fejeződik be, ez általában a „Lelki béke imája”, az USA-ban pedig gyakran a Miatyánk. A meetingzáró imát a csoport kört alkotva, egymás kezét fogva mondja el. A meeting után a tagok gyakran továbbra is együtt maradnak, folytatják a beszélgetésüket, már kevésbé formális keretek között, pl. egy közeli cukrászdában. Többféle meeting-típus van, amelyeken különböző A.A.-val kapcsolatos gondolatokat sokkal nagyobb alapossággal beszélnek át. Jellemző példája ennek a lépésgyűlés, amelyen a tizenkét lépés valamelyikét tárgyalják nagy részletességgel.

## A csoportnyelv
Egy siket alkoholistáknak és jeltolmácsaiknak készült útmutató szerint az A.A.-meetingek sajátos nyelvezettel rendelkeznek, sajátos szabályokkal és értékekkel, sok csoportnyelvi elemmel, melyet a tagok könnyedén alkalmaznak beszédük során. Gyakoriak az állandósult metaforikus kifejezések, a szlogenek, mint pl. „Tedd egyszerűen”, „Egyszerre csak egyet”, „Csak a mai nap”, „Én ittam, mi gyógyulunk”.

## Külső hivatkozások
- A magyarországi A.A. honlapja
- Az A.A. honlapja (angol nyelvű)